# ニコラス・ロッシュ
ニコラス・ロッシュ（Nicolas Roche、1984年7月3日- ）は、フランス、コンフラン＝サントノリーヌ出身で、アイルランド国籍の自転車競技（ロードレース）選手。

## 経歴
父は、1987年のジロ・デ・イタリア、ツール・ド・フランス、世界選手権を制して三冠を達成したステファン・ロッシュ。また、従兄弟には、2008年のアイルランド選手権・ロードレースを制した、ダニエル・マーティンがいる。
2002年
- ツアー・オブ・アイルランドのジュニア部門で総合優勝。

2004年、コフィディスの育成選手として契約。
2005年、コフィディスとプロ契約を結ぶ。
- ツール・ド・ヴァンデ 4位

2006年
- パリ〜コレーズ 総合4位
- ツール・ド・ラブニール 区間1勝(第4)・総合10位

2007年、クレディ・アグリコルに移籍。
- ジロ・デ・イタリアに初出場（総合123位）。
- 国内選手権・個人タイムトライアル優勝。
- ポリノルマンド 5位

2008年
- ツール・ド・ワロニー 総合8位
- ブエルタ・ア・エスパーニャ初出場。総合13位に入る。

2009年、AG2R・ラ・モンディアルに移籍。
- 国内選手権・個人ロードレース優勝。
- ツール・ド・フランス初出場（総合23位）。

2010年
- グラン・プレミオ・レジオ・インスブリカ 3位
- パリ〜ニース 総合10位
- カタルーニャ一周 総合5位。
- グロサー・プライス・デス・カントン・アールガウ 4位
- ツール・ド・フランス総合15位。
- ブエルタ・ア・エスパーニャ総合7位。

2011年
- ブエルタ・ア・エスパーニャ 総合16位
- ツアー・オブ・北京 区間1勝(第3)・総合11位
- グラン・ピエモンテ 5位

2012年
- ツール・ド・スイス 総合10位
- ツール・ド・フランス 総合12位
- ブエルタ・ア・エスパーニャ 総合12位

2013年、チーム・サクソ - ティンコフに移籍。
- ツール・メディテラネアン 総合5位

2014年
- ルート・デュ・スュド 総合優勝、ポイント賞
- ツアー・オブ・ブリテン 総合5位

2015年
- ツール・ド・ロマンディ 区間1勝 (TTT)
- ブエルタ・ア・エスパーニャ 区間1勝（第18ステージ）

2016年
- アブダビ・ツアー 総合2位
- ツール・ド・ヨークシャー 総合2位
- アイルランド選手権ロードレース 優勝
- アイルランド選手権・個人タイムトライアル 優勝

2017年
- ボルタ・ア・ラ・コムニタ・バレンシアナ 区間1勝 (TTT)
- アイルランド選手権・個人タイムトライアル 2位
- ブエルタ・ア・エスパーニャ 区間1勝 (TTT)
- ツアー・オブ・広西 総合3位

2018年
- アークティック・レース・オブ・ノルウェー 総合5位
- ジャパンカップ 4位